# Пологовский маслоэкстракционный завод
Пологовский маслоэкстракционный завод (укр. Пологівський олійноекстракційний завод) — предприятие пищевой промышленности в городе Пологи Пологовского района Запорожской области Украины.

## История
Маслоэкстракционный завод в райцентре Пологи был построен в соответствии с девятым пятилетним планом развития народного хозяйства СССР и введён в эксплуатацию в 1974 году.
В целом, в советское время маслоэкстракционный завод входил в число крупнейших предприятий города.
После провозглашения независимости Украины государственное предприятие было преобразовано в открытое акционерное общество, а затем реорганизовано в закрытое акционерное общество. В дальнейшем завод освоил розлив растительного масла в полиэтиленовые бутылки и начал его продажу под торговыми марками «Славія» и «Смачна крапля».
2015 год завод закончил с чистой прибылью в размере 132,378 млн. гривен.
2018 год завод завершил с чистым убытком 25,6 млн. гривен.

## Современное состояние
В состав завода входят подготовительный цех, маслоэкстракционный цех, цех очистки масла, цех фасовки масла, элеватор для сырья ёмкостью 75 000 тонн, элеватор шрота на 4500 тонн, участок хранения жидких растительных масел ёмкостью 22 000 тонн, а также несколько вспомогательных цехов и участков (электрослужба, цех железнодорожного транспорта, цех автомобильного транспорта, цех технического обслуживания технологического оборудования, очистные сооружения, служба контрольно-измерительных приборов и автоматики).
93,39 % акций завода принадлежит компании «Von Sass AG» (Швейцария).
По состоянию на сентябрь 2016 года, завод являлся одним из крупнейших производителей растительного масла на территории Украины. Кроме подсолнечного и соевого масла, предприятие продавало подсолнечный и соевый шрот для откорма скота. На 26.01.2023 частично разрушен, во время боевых действий, не функционирует.